# Uroderma
Uroderma es un género de murciélagos microquirópteros de la familia Phyllostomidae conocidos vulgarmente como murciélagos constructores de tiendas de Peters. Se encuentran en América del Sur y Central.

## Especies
Se han descrito las siguientes especies:
- Uroderma bakeri
- Uroderma bilobatum
- Uroderma convexum
- Uroderma davisi
- Uroderma magnirostrum